# Linbei (socken i Kina, Inre Mongoliet)
Linbei (kinesiska: 林北, 林北乡) är en socken i Kina.   Den ligger i provinsen Inre Mongoliet, i den nordöstra delen av landet, 1 300 km nordost om huvudstaden Peking.